# 林殷才
林殷才（1930年8月—2012年4月20日），浙江宁波骆驼马家桥村人，曾任化学工业部副部长、党组副书记。
1950年4月參加工作，1955年4月加入中国共产党。1950年10月起，任锦西化工厂技术员、秘书、车间副主任。1955年4月至1956年6月在化工部俄语训练班学习。1956年6月至1957年7月在苏联石化企业和研究单位实习。1957年到化工部设计院从事技术工作。1959年4月起，任兰州化工厂合成橡胶分厂副厂长，兰化公司生产技术处副处长，合成橡胶厂副厂长、党委副书记、书记，兰化公司党委书记、经理。1982年3月任化工部副部长、党组副书记。1991年起，任中国贸促会化工行业分会会长，国务院清产核资领导小组成员。1999年9月退休。。
中共第十二届、十三届中央候补委员，第十四届中纪委委员。
2012年4月20日在北京逝世，享年82歲。